# Тунчбояджян, Арто
Арто́ Тунчбояджя́н (арм. Արտո Թունջբոյաջյան; тур. Arto Tunçboyacıyan, 4 августа 1957, Стамбул) — армянский авангардный музыкант, мультиинструменталист, композитор. Обладатель премий Грэмми и World Music Award, выступает во многих жанрах: фолк, джаз, эмбиент, фолк-рок. Заслуженный деятель культуры Республики Армения (2017).

## Творчество
Выпустил более 200 записей в Европе, прежде чем стал известен в США, где он работал совместно с такими джазовыми музыкантами как Чет Бейкер, Эл Ди Меола и Джо Завинул, а также с Полом Винтером и «Earth Band».
Арто создал собственную группу «Armenian Navy Band». Он сотрудничал с турецкой певицей Сезен Аксу и греческой певицей Элеферией Арванитаки. Так же участник группы Night Ark. Его брат — Онно Тунчбояджян тоже был музыкантом.
Его альбом 2001 года «Aile Muhabbeti» был использован в качестве саундтрека к двум фильмам: «Боковые удары» (2001) и «Мой папа – инженер» (2004).
«Serart» — совместный проект с Сержем Танкяном (лидером группы «System of a Down»), результатом которого стал выпуск одноимённого альбома.
В альбоме «Toxicity» группы «System of a Down» присутствует скрытый трек, где Арто и члены группы исполняют гимн армянской церкви «Тер вогормя» (Господи, помилуй). После последней композиции альбома — «Aerials» следует небольшая пауза, а затем звучит он. Эта композиция, известна как «Arto», ввиду того что Арто исполнил её значительную часть. Он так же играет в инструментальной части песни «Science» этого же альбома. Его голос несколько раз слышится в интерлюдии песни «Bubbles» альбома «Steal This Album!».
В 2006 году удостоился премии «BBC Radio 3 Awards for World Music».
В 2007 году, вместе с другим армянином из Турции — рок исполнителем Яшаром Куртом, он создал группу Yash-ar. Yash-ar получено из начала имен Арто и Яшара.
В 2008 году написал музыку к фильму «Платон» и участвовал в её записи.
В 2011 году исполнил саундтрек к первому армянскому интерактивному фильму «АлаБалаНица» (создатели фильма Айк Марутян и Мкртич Арзуманян популярные комедийные актёры в Армении)
В 2011 году был награждён премией Грэмми.

## Дискография

### Сольные альбомы
| Год  | Альбом                            | В сотрудничестве с              | Лейбл                                   |
| ---- | --------------------------------- | ------------------------------- | --------------------------------------- |
| 1989 | Virgin Land                       |                                 | Keytone/Svota Music                     |
| 1994 | Main Roots                        |                                 | Keytone/Svota Music                     |
| 1996 | Tears of Dignity                  | Ara Dinkjian                    | Svota Music                             |
| 1998 | Onno                              |                                 | Svota Music                             |
| 1998 | Triboh                            | M. P. de Vito and R. Marcotulli | PoloSud                                 |
| 1998 | Avci                              |                                 | Svota Music/Imaj Müzik                  |
| 2000 | Every Day is a New Life           |                                 | Living Music/Earth Music Production     |
| 2001 | Aile Muhabbeti                    |                                 | Svota Music                             |
| 2003 | Serart                            | Серж Танкян                     | Serjical Strike/Columbia                |
| 2004 | Türkçe Sözlü Hafif Anadolu Müziği |                                 | Imaj Müzik/Svota Music/Heaven and Earth |
| 2005 | Artostan                          |                                 | Svota Music/Heaven and Earth            |
| 2005 | Love Is Not in Your Mind          |                                 | Svota Music/Heaven and Earth            |
| 2006 | Le Voyage en Arménie              |                                 |                                         |
| 2011 | Human Element                     |                                 | Abstract Logics                         |

### Armenian Navy Band
| Год  | Альбом                                       | Лейбл                                                |
| ---- | -------------------------------------------- | ---------------------------------------------------- |
| 1999 | Bzdik Zinvor (арм. Բզդիկ զինվոր)             | Svota Music                                          |
| 2001 | New Apricot                                  | Imaj Müzik                                           |
| 2004 | Sound of Your Life Part I — «Natural Seeds»  | Svota Music/Heaven and Earth                         |
| 2006 | How Much is Yours? (арм. Որքանն է քոնը)      | Svota Music                                          |
| 2009 | Under Your Thoughts                          | Svota Music                                          |
| 2013 | Sound of Our Life — Part 2: Ethno Dispensary | D. SVOTA MUSIC/llc Avant-Garde Folk Music Production |
| 2013 | Simple Like Water, Deep Like Water           | D. SVOTA MUSIC/llc Avant-Garde Folk Music Production |

### Night Ark
| Год  | Альбом              | Лейбл                  |
| ---- | ------------------- | ---------------------- |
| 1986 | Picture             | RCA/Novus              |
| 1988 | Moments             | RCA/Novus              |
| 1998 | In Wonderland       | PolyGram               |
| 2000 | Petals on your Path | EmArcy                 |
| 2000 | Treasures           | Traditional Crossroads |

### YashAr
| Год  | Альбом             | Лейбл      |
| ---- | ------------------ | ---------- |
| 2009 | Nefrete Kine Karşı | Arma Music |

## Фильмография
Автор музыки а ряду художественных фильмов, в том числе:
- 2004 — Мой папа — инженер
- 2006 — Путешествие в Армению, также исполнил одну из ролей в фильме

## Другие выступления
| Год  | Исполнитель                                             | Песня         | Альбом                            |
| ---- | ------------------------------------------------------- | ------------- | --------------------------------- |
| 2001 | System of a Down совместно с Арто Тунчбояджяном         | «Science»     | «Toxicity»                        |
| 2001 | System of a Down совместно с Арто Тунчбояджяном         | «Arto»        | «Toxicity»                        |
| 2002 | System of a Down совместно с Арто Тунчбояджяном         | «Bubbles»     | «Steal This Album!»               |
| 2003 | Wax Poetic совместно с Норой Джонс и Арто Тунчбояджяном | «Angels»      | «Nublu Sessions»                  |
| 2011 | Арто Тунчбояджян и «Каргин Студия»                      | «АлаБалаНица» | «АлаБалаНица Фильм от Айко и Мко» |
| 2012 | MaNga и Арто Тунчбояджян                                | «Hoş Geldin»  | «E-akustik»                       |

## Награды
- Armenia Music Awards (2002)[9].
- BBC Radio 3 Awards for World Music (2006)[10].
- Armenia Music Awards (2007).
- Grammy (2011).
- Заслуженный деятель культуры Республики Армения (2017)[11].

### Видео
- Анонс концерта Арто и Armenian Navy Band в Москве, 19 мая 2012
- Арто Тунчбояджян — АлаБалаНица (трейлер-клип фильма АлаБалаНица от Айко и Мко «Каргин Студия»)
- Arto performs on Coke bottle at 2006 World Music Awards
- Arto and Serj Tankian talking about Serart
- Мастера. Арто Тунчбояджян, человек-оркестр (рус.)